# Massavorming
Massavorming (Engels: mass formation of crowd formation) is de verdringing van de individuele gedachtes in een groep (massa) door een collectieve gedachte. De term is in zekere zin verwarrend, omdat het de indruk zou kunnen wekken dat er sprake zou moeten zijn van het opzettelijk of bewust vormen van de massa door een of meer actoren als een staat of de media, maar dat hoeft niet per se het geval te zijn.

## Voorbeelden van massavorming
Massavorming is onder meer bekend uit religies. Het wordt beschouwd als een verklaring voor het feit dat volgelingen van bepaalde sekten of orthodoxe religieuze stromingen hun medegelovigen die (in hun beleving) niet ver genoeg gaan in het volgen van de zuivere religie of die dreigen af te dwalen, sociaal buitensluiten of verketteren. Het zou ook kunnen verklaren dat volgelingen van bepaalde sekten in het verleden zijn overgaan tot collectieve zelfmoord.
Een voorbeeld uit de moderne geschiedenis is dat na de aanslagen van 11 september "het moslimterrorisme" werd aangeduid als object van angst en de War on terror als strategie om daarmee om te gaan. In die omstandigheden aanvaardde de bevolking verregaande inperkingen van bijvoorbeeld de privacy, die voordien nooit geaccepteerd zouden zijn omdat dit als een inbreuk op de grondrechten werd beschouwd.
Andere historische voorbeelden van massavorming zijn "de strijd tegen de onderdrukkende klasse" die in Sovjet-Rusland en de DDR rechtvaardigde dat niet alleen de bezitters van de productiemiddelen werden aangepakt, maar ook degenen die niet meededen aan die strijd. Massavorming verklaart niet alleen dat de bevolking misdaden tegen medeburgers accepteerde, maar er ook actief aan meedeed. Hierin zit zowel een element van zingeving als van saamhorigheid: samen strijden voor het ideaal.
Omgekeerd zag men tijdens de Koude Oorlog bijvoorbeeld dat in Europa "de Russen" en in Amerika "de communisten" werden aangeduid als object van angst, het rechtvaardigde grote defensie-uitgaven. In de Tweede Wereldoorlog en de aanloop daarnaartoe werden "de joden" aangeduid als het object van angst; hun buitensluiting en later vervolging werd in de nazipropaganda aangereikt als de strategie om daarmee om te gaan.

## Intellectuele geschiedenis en wetenschappelijke geloofwaardigheid
Massavorming (Duits: Massenbildung) werd in 1921 door Sigmund Freud beschreven in zijn boek Het ik en de psychologie der massa. Het woord duikt zeer regelmatig op in de Nederlandse vertaling van Freuds boek, hetgeen de claim ontkracht dat het geen bestaand begrip zou zijn in de massapsychologie. Het begrip wordt ook door onder meer Z. Lothane beschreven. De theorie moet volgens Johnson geplaatst worden in de context van de sociale verdeeldheid ten tijde van de Weimar-republiek.
Eerder, in 1895, schreef Gustav Le Bon, die wordt beschouwd als een grondlegger van de sociale psychologie, in Psychologie der Massa's (La Psychologie des foules) al over het samensmelten van de individuele geesten tot een collectieve geest (hij noemt die collectieve geest een georganiseerde menigte of een psychologische massa), die beïnvloedbaar is voor suggesties van sterke leiders. Volgens Le Bon denken individuen in een menigte niet rationeel en vlakken zij zichzelf en hun eigen verantwoordelijkheden uit. Dat zou er volgens hem toe kunnen leiden dat individuen worden opgeofferd voor "het collectief". De leden van de groep nemen volgens Le Bon irrationele beslissingen, doordat zij gevangen zitten in de waanzin van de massa. Ook Hannah Arendt waarschuwt in haar boek Totalitarisme voor de vernietigende kracht van de massa. Het fenomeen komt ook naar voren in de werken van Wilfred Trotter, Scipio Sighele, William McDougall, Joost Meerloo, Kurt Baschwitz, Paul Reiwald, Ortega y Gasset en Elias Canetti.
Meer recent is het verschijnsel massavorming in relatie tot bepaalde coronamaatregelen benoemd door de Gentse hoogleraar Mattias Desmet en de Amerikaanse viroloog en immunoloog Robert W. Malone, beide critici van het coronabeleid. Zij verklaren daarmee dat zelfs verregaande coronamaatregelen die op gespannen voet staan met bepaalde grondrechten (zoals het uitsluiten van bepaalde groepen van het maatschappelijk leven op grond van het 3G- en 2G-beleid) door een groot deel van de bevolking tamelijk kritiekloos worden geaccepteerd. Het zou tevens kunnen verklaren waarom sommigen daarin een stap verder gaan en haat zaaien tegen ongevaccineerden. Volgens Desmet zijn bepaalde maatregelen onbewust verworden tot rituelen die verbondenheid creëren; volgens hem verklaart dat waarom er veel weerstand is tegen het afschalen van bepaalde coronamaatregelen.
Volgens experts in collectief gedrag Jay Van Bavel en John Drury is er voor het fenomeen mass formation psychosis geen bewijs. Een verwant begrip dat wel erkend wordt in de Engelstalige literatuur is 'Mass psychogenic illness'. 
Sociaal psycholoog Jay Van Bavel aan dat hij het begrip nog nooit tegenkwam in zijn carrière en dat er ook geen peer-reviewed onderzoek naar te vinden is. Zijn reactie lijkt te gaan over specifiek de woordkeuze 'mass formation psychosis', omdat het verschijnsel wel degelijk door Le Bon (psychologische massa) en Freud (Massenbildung) en vele andere denkers beschreven wordt in hun boeken. Bij Freud zelfs letterlijk als massavorming in de Nederlandse vertaling. Stephen Reicher, sociaal psycholoog en onderdeel van het SAGE-team (de Engelse equivalent van het Nederlandse Outbreak Management Team), stelde, ondanks dat Desmet zich beroept op Le Bon, Canetti, Arendt, Meerloo als bronnen, dat het concept geen academische geloofwaardigheid heeft. Een adequate bron waarop Reicher zijn weerlegging baseert ontbreekt. Hoogleraar filosofie Ad Verbrugge erkent wel dat het verschijnsel optrad tijdens de corona-pandemie. Het begrip komt vaak ter sprake bij De Nieuwe Wereld.